# Campeonato Uruguayo de Primera División 1994
El Campeonato Uruguayo 1994 fue el 90° torneo de primera división del fútbol uruguayo, correspondiente al año 1994. 
En este campeonato se implementaron los torneos "Apertura" y "Clausura", siendo la forma de disputa del título hasta el día de hoy.
El campeón fue el Club Atlético Peñarol luego de vencer al Defensor Sporting Club por un resultado global de 4 tantos contra 3, consiguiendo así su segundo campeonato consecutivo. 

## Sistema de disputa
Los 13 equipos disputaron dos torneos, el Apertura y el Clausura en ese orden. Los campeones de estos torneos se enfrentarían en la definición.
Si hubiera un equipo que no fuera campeón del Apertura o Clausura pero alcanzase el mejor puntaje en la tabla anual entraría en la definición jugando un partido semifinal contra el campeón del Apertura o Clausura con menor puntaje.

## Resultados

### Torneo Apertura
| Puesto | Equipo                | Pts. | PJ | PG | PE | PP | GF | GC | Dif. |
| ------ | --------------------- | ---- | -- | -- | -- | -- | -- | -- | ---- |
| 1°     | Defensor Sporting (C) | 17   | 12 | 7  | 3  | 2  | 17 | 11 | +6   |
| 2°     | Basáñez               | 16   | 12 | 6  | 4  | 2  | 14 | 12 | +2   |
| 3°     | Peñarol               | 14   | 12 | 9  | 0  | 3  | 29 | 9  | +20  |
| 4°     | Cerro                 | 14   | 12 | 5  | 4  | 3  | 14 | 10 | +4   |
| 5°     | Wanderers             | 14   | 12 | 6  | 2  | 4  | 17 | 18 | -1   |
| 6°     | River Plate           | 12   | 12 | 5  | 2  | 5  | 17 | 17 | 0    |
| 7°     | Nacional              | 11   | 12 | 6  | 3  | 3  | 25 | 14 | +11  |
| 8°     | Progreso              | 10   | 12 | 4  | 2  | 6  | 17 | 17 | 0    |
| 9°     | Liverpool             | 9    | 12 | 3  | 3  | 6  | 11 | 16 | -5   |
| 10°    | Rampla Juniors        | 9    | 12 | 2  | 5  | 5  | 10 | 17 | -7   |
| 11°    | Danubio               | 9    | 12 | 2  | 5  | 5  | 8  | 15 | -7   |
| 12°    | Central Español       | 8    | 12 | 2  | 4  | 6  | 7  | 18 | -11  |
| 13°    | Bella Vista           | 5    | 12 | 0  | 5  | 7  | 13 | 25 | -12  |

|  | Clasificado a las finales. |

### Torneo Clausura
| Puesto | Equipo            | Pts. | PJ | PG | PE | PP | GF | GC | Dif. |
| ------ | ----------------- | ---- | -- | -- | -- | -- | -- | -- | ---- |
| 1°     | Peñarol (C)       | 20   | 12 | 10 | 0  | 2  | 33 | 9  | +24  |
| 2°     | Nacional          | 17   | 12 | 7  | 3  | 2  | 19 | 11 | +8   |
| 3°     | Wanderers         | 14   | 12 | 5  | 4  | 3  | 19 | 14 | +5   |
| 4°     | Cerro             | 14   | 12 | 4  | 6  | 2  | 15 | 13 | +2   |
| 5°     | Defensor Sporting | 13   | 12 | 4  | 5  | 3  | 12 | 7  | +5   |
| 6°     | Central Español   | 13   | 12 | 5  | 3  | 4  | 15 | 16 | -1   |
| 7°     | Liverpool         | 12   | 12 | 5  | 2  | 5  | 13 | 11 | +2   |
| 8°     | River Plate       | 10   | 12 | 4  | 2  | 6  | 9  | 9  | 0    |
| 9°     | Rampla Juniors    | 10   | 12 | 2  | 6  | 4  | 5  | 11 | -6   |
| 10°    | Danubio           | 9    | 12 | 3  | 3  | 6  | 11 | 18 | -7   |
| 11°    | Bella Vista       | 9    | 12 | 3  | 3  | 6  | 11 | 19 | -8   |
| 12°    | Basáñez           | 8    | 12 | 2  | 4  | 6  | 9  | 19 | -10  |
| 13°    | Progreso          | 7    | 12 | 3  | 1  | 8  | 7  | 21 | -14  |

|  | Clasificado a las finales. |

### Tabla acumulada
Esta tabla se calcula sumando los puntos obtenidos en los torneos Apertura y Clausura. La posición final de los campeones del Apertura y Clausura, así como el ganador, determina la participación en la definición del campeonato.
| Puesto | Equipo            | Pts. | PJ | PG | PE | PP | GF | GC | Dif. |
| ------ | ----------------- | ---- | -- | -- | -- | -- | -- | -- | ---- |
| 1°     | Peñarol           | 34   | 24 | 19 | 0  | 5  | 62 | 18 | +44  |
| 2°     | Defensor Sporting | 30   | 24 | 11 | 8  | 5  | 29 | 18 | +11  |
| 3°     | Nacional          | 28   | 24 | 13 | 6  | 5  | 44 | 25 | +19  |
| 4°     | Cerro             | 28   | 24 | 9  | 10 | 5  | 29 | 23 | +6   |
| 5°     | Wanderers         | 28   | 24 | 11 | 6  | 7  | 36 | 32 | +4   |
| 6°     | Basáñez           | 24   | 24 | 8  | 8  | 8  | 23 | 31 | -8   |
| 7°     | River Plate       | 22   | 24 | 9  | 4  | 11 | 26 | 26 | 0    |
| 8°     | Liverpool         | 21   | 24 | 8  | 5  | 11 | 24 | 27 | -3   |
| 9°     | Central Español   | 21   | 24 | 7  | 7  | 10 | 22 | 34 | -12  |
| 10°    | Rampla Juniors    | 19   | 24 | 4  | 11 | 9  | 15 | 28 | -13  |
| 11°    | Danubio           | 18   | 24 | 5  | 8  | 11 | 19 | 33 | -14  |
| 12°    | Progreso          | 17   | 24 | 7  | 3  | 14 | 24 | 38 | -14  |
| 13°    | Bella Vista       | 14   | 24 | 3  | 8  | 13 | 24 | 44 | -20  |

|  | Clasificado a la Liguilla Pre-Libertadores y a las finales.      |
|  | Clasificado a la Liguilla Pre-Libertadores.                      |
|  | Clasificado al Torneo Integración.                               |
|  | Debe jugar la promoción para la permanencia en Primera División. |
|  | Desciende a la Segunda División.                                 |

## Definición del campeonato
La definición se daba entre el campeón del Torneo Apertura, Defensor Sporting y el campeón del Clausura, Peñarol, en una final al mejor de tres partidos.

### Finales
| 6 de noviembre de 1994 | Peñarol              | 1:1 (1:0) | Defensor Sporting   | Estadio Centenario, Montevideo                                          |                                                                         |
|                        | Pablo Bengoechea 27' |           | Enrique Ferraro 90' | Asistencia: 25.000[cita requerida] espectadores Árbitro(s): Julio Matto | Asistencia: 25.000[cita requerida] espectadores Árbitro(s): Julio Matto |

| 13 de noviembre de 1994 | Defensor Sporting | 1:1 (0:0) | Peñarol             | Estadio Centenario, Montevideo                                           |                                                                          |
|                         | Dos Santos 84'    |           | Washington Tais 46' | Asistencia: 40.000[cita requerida] espectadores Árbitro(s): José Da Rosa | Asistencia: 40.000[cita requerida] espectadores Árbitro(s): José Da Rosa |

| 20 de noviembre de 1994 | Peñarol                                | 2:1 (0:1) | Defensor Sporting    | Estadio Centenario, Montevideo                                                  |                                                                                 |
|                         | Danilo Baltierra 75' · Darío Silva 88' |           | Guillermo Almada 27' | Asistencia: 50.000[cita requerida] espectadores Árbitro(s): Eduardo Dluzniewski | Asistencia: 50.000[cita requerida] espectadores Árbitro(s): Eduardo Dluzniewski |

|                                                   |
| Uruguay                                           |
| Campeón Uruguayo 1994 Peñarol 40.mo título de AUF |

## Clasificación a torneos continentales
Para determinar que equipos disputarían la Copa Libertadores 1995 se disputó la liguilla pre-libertadores. De la primera división participaron los cuatro mejores equipos de la tabla acumulada y los finalistas del Torneo Integracíon, Sud América y River Plate, en el cual participaron los siguientes tres mejores de la tabla acumulada (del 5.º al 7.º puesto) junto con el campeón de la segunda división (Sud América), y los semifinalistas de la Copa de Campeones de OFI (Tabaré, Porongos, Central Palestino y San Eugenio).

### Liguilla Pre-Libertadores
| Puesto | Equipo            | Pts. | PJ | PG | PE | PP | GF | GC | Dif. |
| ------ | ----------------- | ---- | -- | -- | -- | -- | -- | -- | ---- |
| 1°     | Peñarol           | 10   | 5  | 5  | 0  | 0  | 15 | 5  | +10  |
| 2°     | Defensor Sporting | 6    | 5  | 3  | 0  | 2  | 14 | 9  | +5   |
| 3°     | Cerro             | 6    | 5  | 2  | 2  | 1  | 5  | 7  | -2   |
| 4°     | Sud América       | 4    | 5  | 1  | 2  | 2  | 5  | 8  | -3   |
| 5°     | Nacional          | 3    | 5  | 1  | 1  | 3  | 7  | 8  | -1   |
| 6°     | River Plate       | 1    | 5  | 0  | 1  | 4  | 5  | 14 | -9   |

|  | Clasifica a la Copa Libertadores 1995. |
|  | Clasifica a la Copa Conmebol 1995.     |

| Uruguay                                    |
| Campeón Liguilla 1994 Peñarol 10.mo título |

#### Desempate por el segundo clasificado a la Copa Libertadores
|  | Cerro | 1:1 (5:3 pen.) | Defensor Sporting |  |  |

### Equipos clasificados

#### Copa Libertadores 1995
|   | Equipo  | Clasificación como       |
| - | ------- | ------------------------ |
| 1 | Peñarol | Campeón Liguilla 1994    |
| 2 | Cerro   | Subcampeón Liguilla 1994 |

#### Copa Conmebol 1995
|   | Equipo            | Clasificación como            |
| - | ----------------- | ----------------------------- |
| 1 | Defensor Sporting | 2° puesto en la Liguilla 1994 |
| 2 | Sud América       | 4° puesto en la Liguilla 1994 |

## Descenso
La promoción por el descenso fue disputada entre Racing, segundo ubicado en el torneo de segunda división, y Rampla Juniors, penúltimo entre las temporadas 1992-1994.

### Promoción
|  | Rampla Juniors | 2:1 | Racing |  |  |

|  | Racing | 1:2 | Rampla Juniors |  |  |

### Equipos descendidos
| Equipo      | Clasificación              |
| ----------- | -------------------------- |
| Bella Vista | Última ubicación 1992-1994 |

## Resultados

### Torneo Apertura
| Bella Vista              | 1:2 | River Plate     |
| Cerro                    | 0:1 | Basáñez         |
| Liverpool                | 0:0 | Danubio         |
| Nacional                 | 3:0 | Wanderers       |
| Progreso                 | 0:2 | Peñarol         |
| Rampla Juniors           | 1:1 | Central Español |
| Libre: Defensor Sporting |     |                 |

| Basáñez         | 2:1 | Bella Vista       |
| Central Español | 2:1 | Progreso          |
| Danubio         | 0:1 | Defensor Sporting |
| Peñarol         | 1:2 | Rampla Juniors    |
| River Plate     | 0:0 | Cerro             |
| Wanderers       | 0:1 | Liverpool         |
| Libre: Nacional |     |                   |

| Basáñez           | 3:1 | Liverpool      |
| Central Español   | 0:5 | Nacional       |
| Danubio           | 0:2 | Cerro          |
| Defensor Sporting | 2:1 | Bella Vista    |
| Progreso          | 1:0 | River Plate    |
| Wanderers         | 1:0 | Rampla Juniors |
| Libre: Peñarol    |     |                |

| Cerro             | 0:0 | Central Español |
| Danubio           | 1:1 | Bella Vista     |
| Defensor Sporting | 2:0 | Wanderers       |
| Liverpool         | 2:1 | Peñarol         |
| Nacional          | 3:2 | Progreso        |
| Rampla Juniors    | 1:1 | River Plate     |
| Libre: Basáñez    |     |                 |

| Basáñez                | 0:0 | Rampla Juniors    |
| Bella Vista            | 1:1 | Nacional          |
| Liverpool              | 0:0 | Defensor Sporting |
| Peñarol                | 4:0 | Danubio           |
| Progreso               | 2:2 | Cerro             |
| River Plate            | 1:3 | Wanderers         |
| Libre: Central Español |     |                   |

| Bella Vista      | 1:1 | Central Español   |
| Cerro            | 0:2 | Peñarol           |
| Liverpool        | 2:5 | Nacional          |
| Progreso         | 1:1 | Basáñez           |
| Rampla Juniors   | 0:1 | Defensor Sporting |
| River Plate      | 3:1 | Danubio           |
| Libre: Wanderers |     |                   |

| Central Español    | 2:1 | Liverpool      |
| Cerro              | 2:2 | Wanderers      |
| Danubio            | 1:1 | Rampla Juniors |
| Defensor Sporting  | 2:1 | Progreso       |
| Nacional           | 0:2 | Basáñez        |
| River Plate        | 0:3 | Peñarol        |
| Libre: Bella Vista |     |                |

| Basáñez            | 1:1 | Wanderers         |
| Central Español    | 0:0 | Danubio           |
| Nacional           | 1:0 | Cerro             |
| Peñarol            | 4:2 | Defensor Sporting |
| Progreso           | 3:0 | Bella Vista       |
| Rampla Juniors     | 1:0 | Liverpool         |
| Libre: River Plate |     |                   |

| Basáñez          | 2:1 | Central Español   |
| Bella Vista      | 2:2 | Rampla Juniors    |
| Cerro            | 2:1 | Defensor Sporting |
| Danubio          | 2:0 | Progreso          |
| River Plate      | 3:1 | Nacional          |
| Wanderers        | 2:0 | Peñarol           |
| Libre: Liverpool |     |                   |

| Bella Vista       | 1:1 | Liverpool       |
| Defensor Sporting | 0:0 | Basáñez         |
| Peñarol           | 2:1 | Nacional        |
| Progreso          | 4:0 | Wanderers       |
| Rampla Juniors    | 0:3 | Cerro           |
| River Plate       | 3:0 | Central Español |
| Libre: Danubio    |     |                 |

| Central Español   | 0:2 | Wanderers      |
| Cerro             | 1:0 | Liverpool      |
| Danubio           | 2:1 | Basáñez        |
| Defensor Sporting | 4:2 | River Plate    |
| Nacional          | 4:1 | Rampla Juniors |
| Peñarol           | 4:0 | Bella Vista    |
| Libre: Progreso   |     |                |

| Basáñez         | 0:5 | Peñarol           |
| Central Español | 0:1 | Defensor Sporting |
| Danubio         | 0:0 | Nacional          |
| Liverpool       | 1:2 | River Plate       |
| Rampla Juniors  | 1:2 | Progreso          |
| Wanderers       | 4:3 | Bella Vista       |
| Libre: Cerro    |     |                   |

| Bella Vista           | 1:2 | Cerro           |
| Defensor Sporting     | 1:1 | Nacional        |
| Peñarol               | 1:0 | Central Español |
| Progreso              | 0:2 | Liverpool       |
| River Plate           | 0:1 | Basáñez         |
| Wanderers             | 2:1 | Danubio         |
| Libre: Rampla Juniors |     |                 |

### Torneo Clausura
| Basáñez                  | 0:2 | Cerro          |
| Central Español          | 0:1 | Rampla Juniors |
| Danubio                  | 0:1 | Liverpool      |
| Peñarol                  | 2:0 | Progreso       |
| River Plate              | 3:0 | Bella Vista    |
| Wanderers                | 0:1 | Nacional       |
| Libre: Defensor Sporting |     |                |

| Bella Vista       | 3:1 | Basáñez         |
| Cerro             | 1:1 | River Plate     |
| Defensor Sporting | 0:0 | Danubio         |
| Liverpool         | 1:2 | Wanderers       |
| Progreso          | 3:0 | Central Español |
| Rampla Juniors    | 1:5 | Peñarol         |
| Libre: Nacional   |     |                 |

| Bella Vista    | 1:0 | Defensor Sporting |
| Cerro          | 2:1 | Danubio           |
| Liverpool      | 0:0 | Basáñez           |
| Nacional       | 2:1 | Central Español   |
| Rampla Juniors | 0:0 | Wanderers         |
| River Plate    | 0:1 | Progreso          |
| Libre: Peñarol |     |                   |

| Bella Vista     | 1:2 | Danubio           |
| Central Español | 1:1 | Cerro             |
| Peñarol         | 1:0 | Liverpool         |
| Progreso        | 0:2 | Nacional          |
| River Plate     | 1:0 | Rampla Juniors    |
| Wanderers       | 1:1 | Defensor Sporting |
| Libre: Basáñez  |     |                   |

| Cerro                  | 1:0 | Progreso    |
| Danubio                | 1:6 | Peñarol     |
| Defensor Sporting      | 2:0 | Liverpool   |
| Nacional               | 1:0 | Bella Vista |
| Rampla Juniors         | 1:1 | Basáñez     |
| Wanderers              | 2:1 | River Plate |
| Libre: Central Español |     |             |

| Basáñez           | 1:0 | Progreso       |
| Central Español   | 3:3 | Bella Vista    |
| Danubio           | 0:1 | River Plate    |
| Defensor Sporting | 0:0 | Rampla Juniors |
| Nacional          | 3:2 | Liverpool      |
| Peñarol           | 3:1 | Cerro          |
| Libre: Wanderers  |     |                |

| Basáñez            | 1:4 | Nacional          |
| Liverpool          | 1:3 | Central Español   |
| Peñarol            | 0:1 | River Plate       |
| Progreso           | 0:5 | Defensor Sporting |
| Rampla Juniors     | 0:0 | Danubio           |
| Wanderers          | 3:3 | Cerro             |
| Libre: Bella Vista |     |                   |

| Bella Vista        | 2:0 | Progreso        |
| Cerro              | 2:2 | Nacional        |
| Danubio            | 0:1 | Central Español |
| Defensor Sporting  | 1:3 | Peñarol         |
| Liverpool          | 0:0 | Rampla Juniors  |
| Wanderers          | 3:1 | Basáñez         |
| Libre: River Plate |     |                 |

| Central Español   | 0:0 | Basáñez     |
| Defensor Sporting | 0:0 | Cerro       |
| Nacional          | 1:0 | River Plate |
| Peñarol           | 1:2 | Wanderers   |
| Progreso          | 2:2 | Danubio     |
| Rampla Juniors    | 1:0 | Bella Vista |
| Libre: Liverpool  |     |             |

| Basáñez         | 0:1 | Defensor Sporting |
| Central Español | 1:0 | River Plate       |
| Cerro           | 2:0 | Rampla Juniors    |
| Liverpool       | 3:0 | Bella Vista       |
| Nacional        | 1:2 | Peñarol           |
| Wanderers       | 4:0 | Progreso          |
| Libre: Danubio  |     |                   |

| Basáñez         | 3:1 | Danubio           |
| Bella Vista     | 0:4 | Peñarol           |
| Liverpool       | 2:0 | Cerro             |
| Rampla Juniors  | 1:1 | Nacional          |
| River Plate     | 0:1 | Defensor Sporting |
| Wanderers       | 1:2 | Central Español   |
| Libre: Progreso |     |                   |

| Bella Vista       | 1:1 | Wanderers       |
| Defensor Sporting | 1:2 | Central Español |
| Nacional          | 1:2 | Danubio         |
| Peñarol           | 3:0 | Basáñez         |
| Progreso          | 1:0 | Rampla Juniors  |
| River Plate       | 0:1 | Liverpool       |
| Libre: Cerro      |     |                 |

| Basáñez               | 1:1 | River Plate       |
| Central Español       | 1:3 | Peñarol           |
| Cerro                 | 0:0 | Bella Vista       |
| Danubio               | 2:0 | Wanderers         |
| Liverpool             | 2:0 | Progreso          |
| Nacional              | 0:0 | Defensor Sporting |
| Libre: Rampla Juniors |     |                   |